# Танаволи, Парвиз
Парвиз Танаволи (перс. پرویز تناولی‎, 23 марта 1937; Тегеран, Иран) — иранский скульптор, художник, учёный и коллекционер произведений искусства. С 1989 года он проживает в Ванкувере (Канада).
Работы Танаволи выставляются на аукционах по всему миру. Общая сумма проданных его произведений составляет более $6,7 млн, что делает его самым дорогим живущим иранским художником. Он известен своими heeches, трёхмерными изображениями персидского слова «ничего» (перс. هیچ‎), состоящего из трёх букв персидской письменности (چ ,ی ,ه) в почерке насталик..

## Академическая карьера
После окончания миланской Академии Брера в 1959 году Парвиз Танаволи в течение трёх лет преподавал скульптуру в Колледже искусств и дизайна Миннеаполиса (США). Затем он вернулся в Иран и принял на себя руководство кафедрой скульптуры в Тегеранском университете, должность, которую он занимал в течение 18 лет до 1979 года, когда он сложил с себя свои преподавательские обязанности.

## Выставки
Произведения Танаволи были представлены на международных групповых выставках, также у него проходили персональные выставки в Австрии, Италии, Германии, США и Великобритании. В 2003 году состоялась масштабная ретроспектива его работ в Тегеранском музее современного искусства. В 2015 году Музей Дэвис колледжа Уэллсли организовал первую в США персональную выставку Танаволи. В 2017 году в Тегеранском музее современного искусства прошла ещё одна его персональная выставка, посвящённая его произведениям и коллекции со львами.
Работы Парвиза Танаволи представлены в собраниях Современной галереи Тейт, Британского музея, Метрополитен-музея, Художественной галереи Грей (Нью-Йоркский университет), Городского центра Исфахана, коллекции Нельсона Рокфеллера (Нью-Йорка), Олимпийского парка Сеула (Республика Корея), Королевского музея Иордании, Музея современного искусства (Вена), Нью-Йоркского музея современного искусства, Центра искусств Уокера (Миннеаполис), Хэмлайнского университета, (Сент-Пол) и Ширазского университета (Иран).

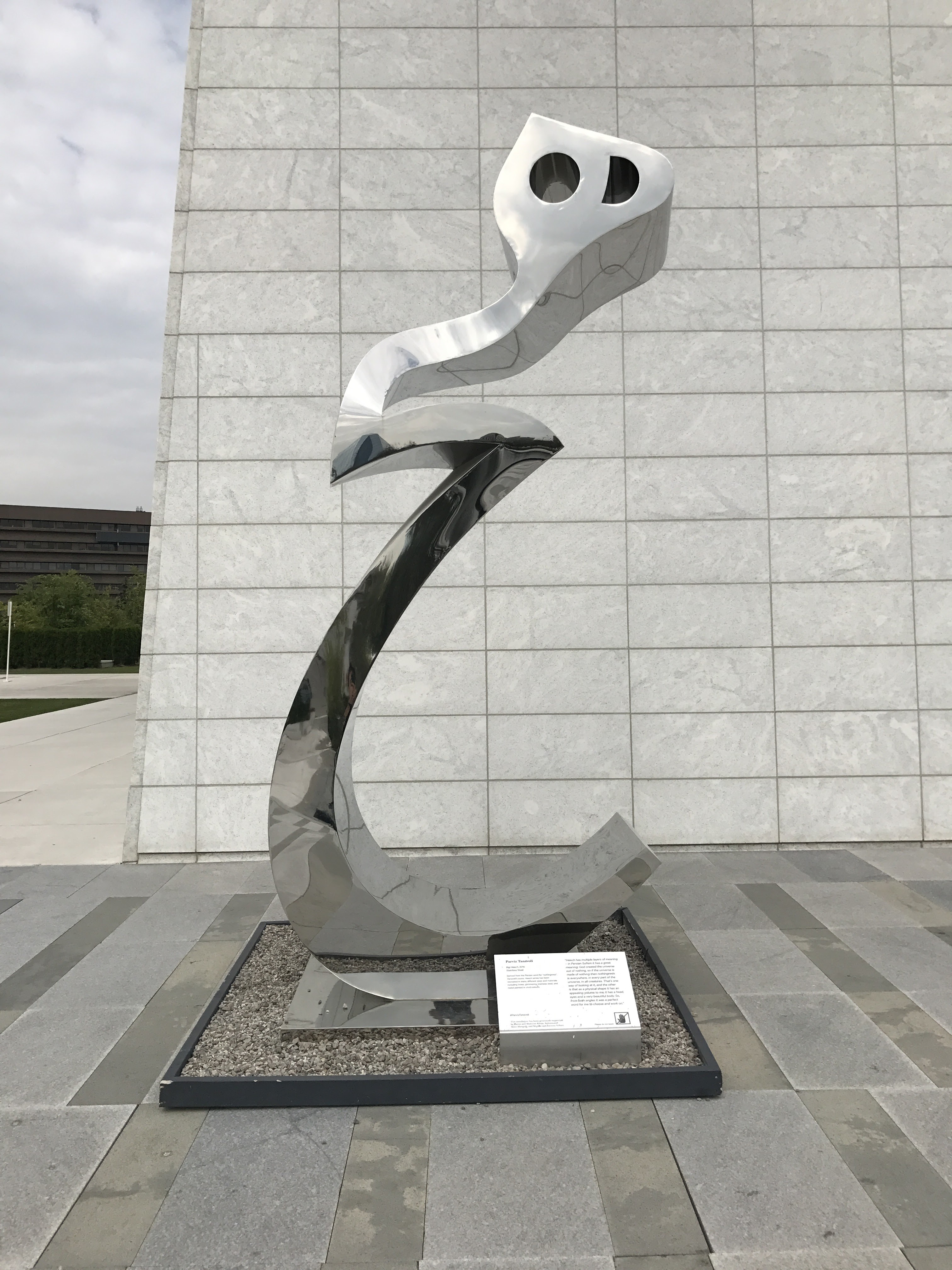
Parviz Tanavoli (Iranian, b. 1937) Bronze, Agha Khan Museum in Toronto (Canada)

## Влияние
Танаволи принадлежит к группе художников Саккахана, которые, по словам исследователя Карима Эмами, разделяют общую популярную эстетику. Творчество Танаволи находится под сильным влиянием истории, культуры и традиций Ирана (когда-то он был культурным советником королевы Ирана).

## Политика и искусство
В 2005 году он создал небольшую скульптуру под названием «Хич в клетке» в знак протеста против условий содержания заключённых в американской тюрьме в Гуантанамо, а в 2006 году начал работу над своим произведением в память жертв Израильско-ливанской войны.
За день до того, как Танаволи должен был выступить в Британском музее, власти Ирана конфисковали его паспорт, не позволив ему покинуть страну. По телефону из Тегерана Танаволи объяснил, что он не сделал ничего плохого и был вынужден безрезультатно провести весь день в паспортном столе, не получив ответа ни там, ни в аэропорту.

## В кино
Документальный фильм «Парвиз Танаволи: поэзия в бронзе» (англ. Parviz Tanavoli: Poetry in Bronze), выпущенный в 2015 году, рассказывает историю творческого пути Танаволи, которая началась в Иране в 1950-х годах и затем охватила три континента и период в более чем полвека. Режиссёр Терренс Тёрнер и продюсеры Тимоти Тёрнер и Тандис Танаволи представили в нём эксклюзивные интервью с Танаволи и деятелями мира искусства, осветившие судьбу художника.